# Velux
VELUX Group — датская Компания основанная в 1941 году Виллумом Канном Расмуссеном, занимающаяся  производством строительных материалов в основном мансардных окон. Головной офис компании находится в городе Хёрсхольме (Дания), к северу от Копенгагена.

## История
Компания была основана в 1941 году и зарегистрирована в качестве товарного знака в 1942 инженером строителем Виллумом Канном Расмуссеном , который видел возможность использования темных чердаков под ломаной крышей. Он спроектировал подходящее для этого окно, которое могло бы использовать естественный дневной свет и открываться, чтобы обеспечить достаточную вентиляцию для чердачных посещений.
В 1952 году VELUX начал продавать продукцию компании за рубежом - сначала Швецию и Германию . В конечном итоге VELUX зарекомендовал себя в разных странах Европы, и было решено создать специальные торговые точки в отдельных странах. В Франции 1962 году , а также в Испании и Италии в 1970-х годах.
Первой торговой точкой за пределами Европы стали Соединенные Штаты в 1975 году, а в 1978 году в  Штатах был построен завод.
В начале 1980-х годов группа VELUX сосредоточилась на Центральной и Восточной Европе , а к концу десятилетия расширила торговые точки в Чили , Японии и Австралии .